# 阿奇·迪斯
阿奇·威廉·迪斯（英語：Archie William Dees，1936年2月22日—2016年4月4日），美国NBA联盟前职业篮球运动员。他在1958年的NBA选秀中第1轮第2顺位被辛辛纳提皇家选中。